# Ti Rocher (Castries)
Ti Rocher es una localidad de Santa Lucía, que forma parte del distrito de Castries.